# Ferla
Ferla település Olaszországban, Siracusa megyében. Lakosainak száma 2305 fő (2023. január 1.). Ferla Buscemi, Carlentini, Cassaro, Buccheri és Sortino községekkel határos.

## Népesség
A település népességének változása:
| Lakosok száma | 2479 | 2447 | 2305 |
|               | 2017 | 2018 | 2023 |